# Liste der Baudenkmale in Breddin
In der Liste der Baudenkmale in Breddin sind alle Baudenkmale der brandenburgischen Gemeinde Breddin und ihrer Ortsteile aufgelistet. Grundlage ist die Veröffentlichung der Landesdenkmalliste mit dem Stand vom 31. Dezember 2021.

## Baudenkmale in den Ortsteilen
In den Spalten befinden sich folgende Informationen:
- ID-Nr.: Die Nummer wird vom Brandenburgischen Landesamt für Denkmalpflege vergeben. Ein Link hinter der Nummer führt zum Eintrag über das Denkmal in der Denkmaldatenbank. In dieser Spalte kann sich zusätzlich das Wort Wikidata befinden, der entsprechende Link führt zu Angaben zu diesem Denkmal bei Wikidata.
- Lage: die Adresse des Denkmales und die geographischen Koordinaten. Link zu einem Kartenansichtstool, um Koordinaten zu setzen. In der Kartenansicht sind Denkmale ohne Koordinaten mit einem roten beziehungsweise orangen Marker dargestellt und können in der Karte gesetzt werden. Denkmale ohne Bild sind mit einem blauen bzw. roten Marker gekennzeichnet, Denkmale mit Bild mit einem grünen beziehungsweise orangen Marker.
- Bezeichnung: Bezeichnung in den offiziellen Listen des Brandenburgischen Landesamtes für Denkmalpflege. Ein Link hinter der Bezeichnung führt zum Wikipedia-Artikel über das Denkmal.
- Beschreibung: die Beschreibung des Denkmales
- Bild: ein Bild des Denkmales und gegebenenfalls einen Link zu weiteren Fotos des Baudenkmals im Medienarchiv Wikimedia Commons

### Breddin
| ID-Nr.            | Lage                         | Bezeichnung                                         | Beschreibung                                                                                                   | Bild                                                |
| ----------------- | ---------------------------- | --------------------------------------------------- | --- | --------------------------------------------------- |
| 09170524          | (Lage)                       | Friedrich-Ludwig-Jahn-Gedenkstätte, vor dem Bahnhof | | Friedrich-Ludwig-Jahn-Gedenkstätte, vor dem Bahnhof |
| 09170523 Wikidata | Havelberger Straße 58 (Lage) | Dorfkirche                                          | Die evangelische Kirche wurde das erste Mal im Jahre 1273 urkundlich erwähnt. 1847 wurde die Kirche erweitert. | weitere Bilder                                      |

### Damelack
| ID-Nr.            | Lage                                 | Bezeichnung                                                                 | Beschreibung                                                                      | Bild                                                                        |
| ----------------- | ------------------------------------ | --------------------------------------------------------------------------- | --------------------------------------------------------------------------------- | --------------------------------------------------------------------------- |
| 09171919          | Dorfstraße (Lage)                    | Spritzenhaus                                                                |                                                                                   | Spritzenhaus                                                                |
| 09171920          | Dorfstraße / Kümmernitzer Weg (Lage) | Transformatorenhaus                                                         |                                                                                   | Transformatorenhaus                                                         |
| 09171921          | Dorfstraße 18 (Lage)                 | Wohnhaus                                                                    |                                                                                   | Wohnhaus                                                                    |
| 09170886          | Dorfstraße 30 (Lage)                 | Wohnhaus                                                                    |                                                                                   | Wohnhaus                                                                    |
| 09171951          | Dorfstraße 37 (Lage)                 | Wohnhaus mit zwei Wirtschaftsgebäuden                                       |                                                                                   | Wohnhaus mit zwei Wirtschaftsgebäuden                                       |
| 09171126          | Dorfstraße 39 (Lage)                 | Gehöft, bestehend aus Wohnhaus, drei Wirtschaftsgebäuden und Hofpflasterung |                                                                                   | Gehöft, bestehend aus Wohnhaus, drei Wirtschaftsgebäuden und Hofpflasterung |
| 09170530 Wikidata | Dorfstraße 73 (Lage)                 | Dorfkirche                                                                  | Die evangelische Dorfkirche wurde im Jahre 1882 im neuromanischen Stil errichtet. | weitere Bilder                                                              |

### Voigtsbrügge
| ID-Nr.   | Lage                   | Bezeichnung        | Beschreibung | Bild              |
| -------- | ---------------------- | ------------------ | ------------ | ----------------- |
| 09170887 | Lohmer Straße 2 (Lage) | Wirtschaftsgebäude |              | BW                |
| 09170887 | Lohmer Straße 4 (Lage) | Gutshaus mit Park  |              | Gutshaus mit Park |